# Top Channel
Top Channel је албанска телевизијска станица са седиштем у Тирани, коју је 2001. године основао Дритан Хоџа. Најгледанија је телевизија на албанском језику.